# Le Crocq
Le Crocq település Franciaországban, Oise megyében. Lakosainak száma 178 fő (2022. január 1.). Le Crocq Cormeilles, Doméliers, Hardivillers és Oursel-Maison községekkel határos.

## Népesség
A település népességének változása:
| Lakosok száma | 189  | 183  | 182  | 180  | 178  | 176  | 178  | 178  |
|               | 2013 | 2015 | 2017 | 2018 | 2019 | 2020 | 2021 | 2022 |